# Ma famille en cadeau
Ma famille en cadeau (Will You Merry Me) est un téléfilm de Noël américain réalisé par Nisha Ganatra et diffusé le 13 décembre 2008 sur Lifetime.

## Synopsis
Pour les Fêtes, une jeune fille de la haute société et son petit ami issu d'un milieu rural modeste réunissent leurs familles respectives afin d'annoncer leur fiançailles.

## Fiche technique
- Réalisation : Nisha Ganatra
- Scénario : Karen McClennan
- Durée : 88 minutes
- Pays :  États-Unis

## Distribution
- Wendie Malick (VF : Frédérique Tirmont) : Suzie Fine
- Cynthia Stevenson : Marilyn Kringle
- Vikki Krinsky : Rebecca Fine
- Tommy Lioutas : Henry Kringle
- David Eisner (en) : Marvin Fine
- Patrick McKenna (VF : Paul Borne) : Hank Kringle
- Reagan Pasternak : Kristy Easterbrook
- Martin Doyle : Tom Schultz
- Rahnuma Panthaky : Kay
- Kate Ashby : Journaliste
- Richard Waugh (en) : Révérend Bill
- Astrid Van Wieren : Madame Schultz